# رود بيري (سياسي)
رود بيري (بالإنجليزية: Rod Berry) هو محامي وسياسي أمريكي، ولد في 6 مارس 1948، وتوفي في 31 مارس 2013.